# ZB vz. 26
A ZB vz. 26 foi uma metralhadora leve tchecoslovaca desenvolvida durante a década de 1920 que entrou em serviço em vários países. Seu principal uso foi durante a Segunda Guerra Mundial e ela teve versões posteriores: ZB vz. 27, vz. 30, e vz. 33.
A vz. 26 influenciou várias outros projetos de metralhadoras leves, como a Bren britânica e as Type 96 e Type 99 japonesas.
Em sua mecânica, ela tem ferrolho basculante e pistão a gás de curso longo, em uma combinação que seria copiada por muitos projetos posteriores.

## Desenvolvimento
Por volta de 1921, os militares do jovem estado da Tchecoslováquia embarcaram em uma busca por uma metralhadora leve nacional própria. Os primeiros testes incluíram projetos estrangeiros como Berthier, Browning Automatic Rifle, metralhadora Darne, Hotchkiss M1914, metralhadora Madsen, St. Étienne Mle 1907 e vários projetos domésticos. Destes, a mais importante foi a Praha II, uma arma leve, alimentada por fita, construída em Česka Zbrojovka (CZ) Praha (fábrica de armas tchecas em Praga).
O desenvolvimento do ZB-26 começou em 1923, após a construção da fábrica de armas tchecoslovaca Brno. Como a CZ-Praha era uma fábrica relativamente pequena com capacidades industriais limitadas, foi decidido transferir a produção da nova arma automática para a mais avançada Zbrojovka Brno, ou ZB. Essa transferência resultou em uma longa série de julgamentos judiciais sobre royalties, entre os proprietários do projeto (CZ-Praha) e o fabricante (ZB). O projetista Václav Holek foi encarregado pelo exército da Checoslováquia de produzir uma nova metralhadora leve. Ele foi assistido por seu irmão Emmanuel, bem como dois engenheiros, um austríaco e o outro polonês, respectivamente chamados Marek e Podrabsky. Holek rapidamente começou a trabalhar no protótipo da Praha II e em um ano o quarteto criou uma metralhadora leve automática que mais tarde ficou conhecida como ZB.
Em pouco tempo, os irmãos Holek abandonaram a alimentação por fita em favor de um carregador de caixa em cima; e a arma resultante, conhecida como Praha I-23, foi selecionada. Apesar dos problemas legais do passado, a fabricação da nova arma começou na fábrica da ZB no final de 1926 e tornou-se a metralhadora leve padrão do Exército da Tchecoslováquia em 1928.

## Serviço
O ZB-26 esteve em serviço pela infantaria da Tchecoslováquia a partir de 1928, além de ser o armamento primário ou secundário em muitos modelos posteriores de veículos blindados Škoda. 45.132 foram comprados pela Tchecoslaváquia durante o período entreguerras. Acredita-se que a fábrica ZB transformou mais de 120.000 metralhadoras ZB-26 entre 1926 e 1939 em uma variedade de calibres (o mais popular é o 7,92×57mm Mauser original). Foi exportado para vinte e quatro países europeus, sul-americanos e asiáticos, tanto em sua forma original quanto na versão ZB-30 ligeiramente melhorada. Grandes lotes de metralhadoras leves ZB foram para a Bolívia, Bulgária, China, Romênia, Turquia e Iugoslávia. Lituânia e Iugoslávia foram os primeiros usuários a adotar a arma, antes do Exército da Tchecoslováquia. As exportações continuaram até 1939, quando a Alemanha Nazista sob o comando de Adolf Hitler ocupou a Tchecoslováquia. Mais metralhadoras foram produzidas para exportação do que para o Exército da Checoslováquia. 7.136 ZB-26 foram produzidas na Tchecoslováquia após a guerra, de 1945 a 1953.

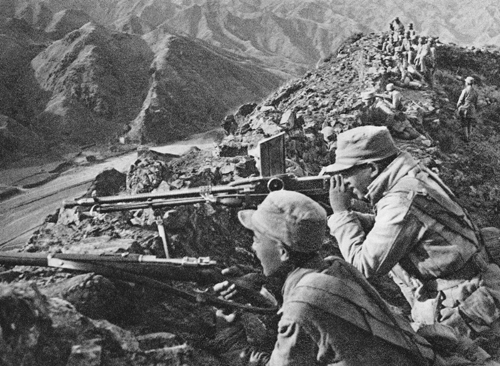
Soldados chineses foram os principais usuários da ZB-26 durante a Segunda Guerra Mundial.

A Wehrmacht logo adotou a ZB-26 após a ocupação da Tchecoslováquia, renomeando-a como MG 26(t); foi usada no mesmo papel que a MG 34, como uma metralhadora leve. Nas fases iniciais da Segunda Guerra Mundial, a ZB-26 no calibre 7,92 mm Mauser foi usada em grande número por elementos da Waffen-SS alemã, que a princípio não tinham acesso total aos canais de abastecimento padrão da Wehrmacht. Em sua encarnação mais famosa, o ZB-26 foi modificado por técnicos da ZB e britânicos, entrando em serviço como a famosa metralhadora Bren. Muitos outros países importaram ou produziram o projeto sob licença, incluindo China e Iugoslávia. As forças nacionalistas chinesas usaram a ZB-26 de cartucho 7,92×57mm Mauser em sua luta com as forças chinesas comunistas e depois as forças imperiais japonesas. Da mesma forma, o Exército Vermelho Chinês (como com qualquer outra arma capturada) pegaram as metralhadoras ZB-26 dos nacionalistas para usá-las contra eles e os japoneses. Segundo Brno, de 1927 a 1939, um total de 30.249 ZB-26 foram exportadas para a China. Várias forças pró-japonesas chinesas, como o Exército Chinês Colaboracionista ou o Exército da Mongólia Interior, o usaram. Durante esse período, devido à alta demanda, as fábricas chinesas de armas pequenas - estatais e controladas por vários senhores da guerra - estavam produzindo a ZB-26 como a Type 26. Durante a Guerra da Coréia, as forças comunistas chinesas empregaram a ZB-26/Type 26 contra as forças da ONU, e os atiradores de ZB da PVA desenvolveram uma merecida reputação de pontaria de longo alcance. Durante a Primeira Guerra da Indochina com as forças francesas e posteriormente com o Vietnã do Sul, a ZB-26/Type 26 foi encontrada nas mãos do Exército do Vietnã do Norte e dos guerrilheiros do Viet Minh.

## Variantes
- ZB vz. 24: a antecessora da arma.[8]

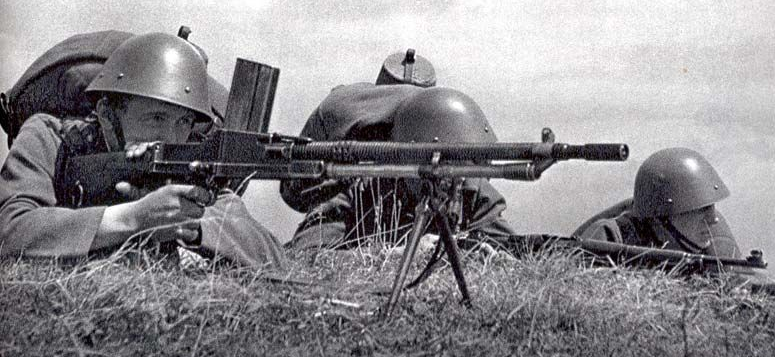
Soldados tchecoslovacos com uma metralhadora ZB vz. 26 e um fuzil vz. 24.

- ZB vz. 27: variante posterior, proposta a Portugal e Reino Unido.[15]
- ZB vz. 30 e ZB 30J: variantes posteriores
- ZGB 30: modificações finais no vz. 30 para testes britânicos.
- ZGB 33: em sua forma final era virtualmente idêntica à britânica Bren.
- ZB 39: variante comercial semelhante à Bren, com câmara para vários cartuchos diferentes e com diferentes miras, entre outras pequenas alterações.[16]
- ZB vz. 52: variante pós-guerra da ZB vz. 26
- A metralhadora Type 97 japonesa era uma cópia licenciada do ZB-26 e destinada ao uso em tanques japoneses. Não foi normalmente emitida como uma metralhadora leve de infantaria. Além da alavanca de manejo sendo movida do lado direito do receptor para a esquerda, é essencialmente uma duplicata da arma tcheca em operação.
- O Fusil ametrallador Oviedo espanhol foi um clone pós-guerra do ZB vz.26/30.

Mais designações aparecem dependendo do exército adotante, embora geralmente a arma mantenha suas iniciais 'ZB 26' de uma forma ou de outra.

## Operadores
- Afeganistão[17][18]
- Bolívia[19]

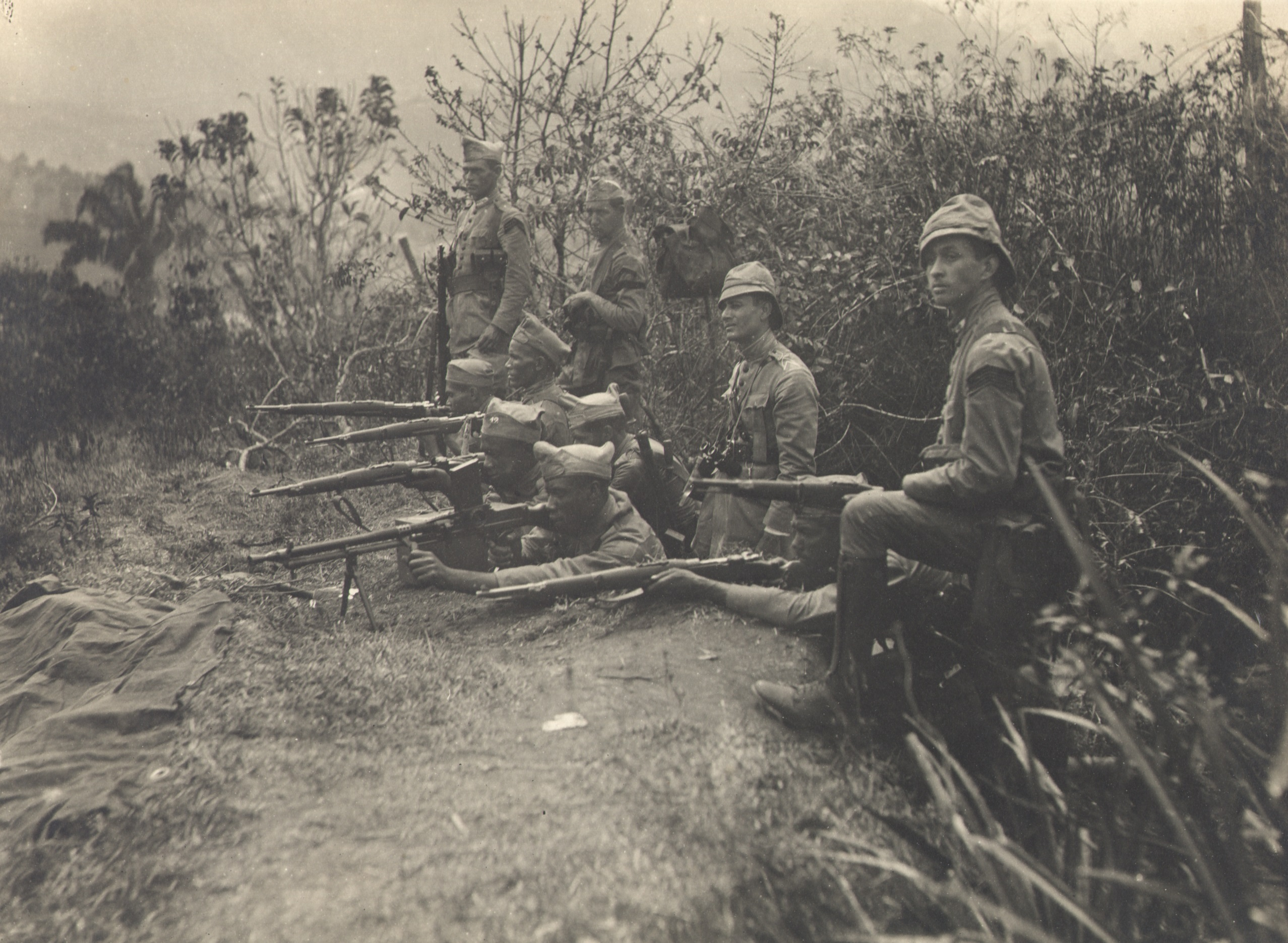
ZB vz. 26 em uso na Revolução Constitucionalista de 1932.

- Brasil: 1.080 em 7×57mm Mauser recebidas em 1930[20] pela Polícia Militar de Minas Gerais. Adotada pela Força Pública de São Paulo.[21]
- Reino da Bulgária: 100 de um pedido de 3.000 ZB-39s entregues, utilizando o calibre 8×56mmR[16]
- Biafra[22]
- Chile: 11 em 7mm recebidos em 1928[20]
- República Popular da China[23][24]
- República da China: 30.249 recebidos entre 1927 e 1939.[20] Produzida sob licença.[25] Clones feitos no Taku Naval Dockyard em 1927, mais tarde produzidos no Gongxian Arsenal, os 21º/51º Arsenals.[26]
- Estado Independente da Croácia
- Tchecoslováquia: Adotada pelo Exército da Tchecoslováquia como a ZB LK VZ 26.[26][27]
- Equador:[28] 200 fornecidas em 1930-1932[20]
- Egito: 1.060 ZGB-33 de 7,7mm compradas em 1937-1939[20]
- Etiópia: Usada contra os italianos[19]
- Alemanha Nazista
- Indonésia: Movimento Achém Livre[2]
- Reino do Iraque: 850 ZGB-33 de 7,7mm recebidas em 1936-1937[20]
- Estado Imperial do Irã: ZB vz. 30 produzida sob licença[29] 6.000 ZB-26 recebidas em 1934[20]
- Império do Japão: Usaram armas chinesas capturadas[30] 2.200 outras foram recebidas em 1938-1939[20]
- Coreia do Norte[31]
- Letônia: 600 ZGB-33 de 7,7mm pedidas em 1940[20]
- Lituânia[8] 3.138 metralhadoras VZ 26 entre 1928 e 1937[20] (7,92 mm kulkosvaidis Brno 26 m.)
- Manchukuo[32]
- Namibia: usada pelo Exército Popular de Libertação da Namíbia.[33]
- Paraguai: Capturada do Exército Boliviano durante a Guerra do Chaco, algumas permaneceram em uso para treinamento.
- Peru[1]
- Romênia: ZB vz. 30 produzida sob licença[29]
- Sião: algumas foram compradas no início dos anos 1930[20]
- Primeira República Eslovaca[34]
- Espanha[4][35]
- Suécia: Usada como a Kulsprutegevär m/39[36]
- Turquia[19][37]
- Reino Unido: 85 ZB-33 de 7,7mm compradas entre 1935 e 1938[20]
- Vietnã do Norte[38][39]
- Iugoslávia:[8][40] 1.500 entregues[20]
- Reino da Hungria: Após a anexação da Tchecoslováquia, a Hungria recebeu muitos armamentos e uniformes tchecos, incluindo o ZB vz 26.